# Pelophylax
A Pelophylax a kétéltűek (Amphibia) osztályába, valamint a békák (Anura) rendjébe és a valódi békafélék (Ranidae) családjába tartozó nem. Nevét a görög pelos πηλος (iszap, sár) és a phylax (őr) szavakból alkották.

## Előfordulásuk

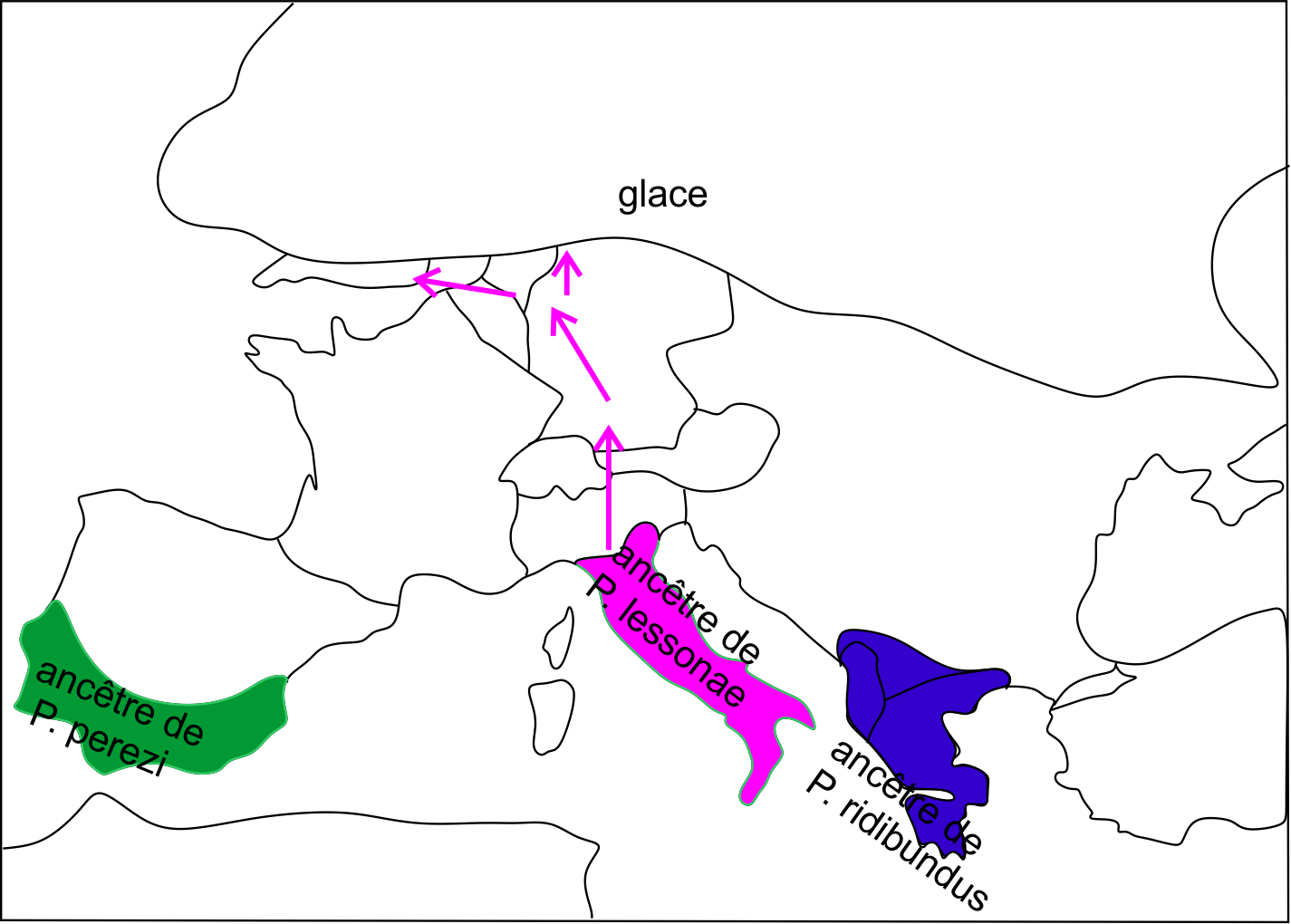
A jelenlegi európai zöld békák őseinek feltételezett területi eloszlása a legutolsó jégkorszak alatt (Zeisset et al. 2001, Snell et al. 2005, Ohst 2008)

A nembe tartozó fajok Európában, Ázsiában és Észak-Afrikában honosak.
Sok faj kialakulása az elmúlt 2,4 millió év klimatikus ingadozásai során következett be. A pliocén és a pleisztocén jégkorszakok során az európai flóra és fauna Európa déli részeinek melegebb éghajlatán tudott fennmaradni. 
A legutóbbi jégkorszak, a Würm-glaciális során (i.e. 80 000 – 8000) a zöld békák ősi csoportja három déli menedékhelyet talált magának. Ezek a csoportok hosszú évekig elkülönülten éltek, így három különálló fajjá fejlődhettek:
- Pelophylax perezi  az Ibériai-félszigeten
- Pelophylax lessonae  az Appennini-félszigeten,
- Pelophylax ridibundus  a Balkán-félszigeten.

A jégkorszak elvonulta után ez a három faj Észak-Európa felé vándorolt, és egymással kapcsolatba lépve hibridizációs zónákat hoztak létre.

## Taxonómiai helyzete
A Pelophylax nemet az osztrák Leopold Fitzinger zoológus hozta létre 1843-ban. Célja a nem létrehozásával az európai zöld békák elkülönítése volt a Linnaeus által létrehozott Rana nem barna békáitól. Ennek ellenére a legtöbb 19. és 20. századi szerző nem értett egyet Fitzinger rendszerével, a zöld és barna békákat egyaránt a Rana nembe sorolták, azzal összhangban, hogy minden békát, amely a típusfaj gyepi békáéhoz (Rana temporaria)   hasonló morfológiai jegyeket mutatott a Rana nembe helyeztek. Így ez a nem gyakorlatilag egy szemétkosár-taxonná vált. 
A 20. század kezdetén a zöld béka vagy kecskebéka név csak a Linnaeus által 1758-ban leírt egyetlen fajra a Rana esculenta fajra vonatkozott. A faj, és annak változatai Európában általánosan elterjedtek voltak. Később ismerték fel a további fajokat, a tavi békát (Rana ridibunda), majd a kis tavibékát (Rana lessonae).
Egészen a 20. század második feléig kellett várni, míg Leszek Berger lengyel kutató fényt derített az európai zöld békák változatos fajai közötti összefüggésekre. Felismerte, hogy a tavi béka (R. ridibunda) és a kis tavibéka hibridje a Rana esculenta már 10 000 éve megjelent Észak-Európában. A Rana esculenta számos jellemzője a két másik faj közötti átmenetet mutatja. Alain Dubois 1992-ben a palearktikus faunatartomány zöld békafajait a Rana nem Pelophylax alnemébe csoportosította.
A 2000-es években elérhetővé vált molekuláris filogenetikai vizsgálati eszközök használatával a taxonómiai kapcsolatok megállapítása egyszerűbb lett, és nyilvánvalóvá vált, hogy Fitzinger álláspontja helyes volt. A világ kétéltűinek filogenetikus felülvizsgálatára irányuló munkájában Frost és munkatársai 2006-ban igazolták, hogy a Rana nem sok szétágazó leszármazási vonalból épül fel, melyek rászolgálnak az önálló nem státuszra. A Pelophylax nemcsak önálló nem, hanem olyan leszármazási vonalhoz tartozik, amely nincs is különösen közel a Rana neméhez. A Linnaeus által leírt Rana nem típusfaja, a Rana temporaria; az európai barna békák megmaradtak a Rana nemben. A zöld békákat pedig áthelyezték a Pelophylax nembe. Az is nyilvánvaló lett, hogy az eurázsiai zöld békák nem alkotnak monofiletikus csoportot. A Pelophylax nemben található fajok száma azt jelzi, hogy még jó idő el fog telni, mire a nem teljes mértékben körül lesz határolva.
A Pelophylax nem egy olyan alcsaládhoz, feltehetőleg  kládhoz tartozik, melynek tagja a Babina, Glandirana, Hylarana, Pulchrana, Sanguirana, Sylvirana, valamint a Hydrophylax, ami a Pelophylaxhoz hasonlóan valószínűleg nem alkot monofiletikus csoportot. Ezeket a nemeket korábban a legtöbb szerző szintén a Rana nemben írta le, ezek közül többet csak 1990 után hoztak létre. Ami a  Pelophylax lehetséges parafíliáját illeti, úgy tűnik, hogy az ide tartozó egyes fajok nagyon közeli rokonságban állnak a Hylarana nemmel, így könnyen oda mozgathatók lennének. Ugyanakkor a nagymértékű hibrid fajképződés megzavarhatja a DNS-szekvenálásból származó adatok értékelését.

## Rendszerezés
A nembe az alábbi fajok tartoznak:
- Pelophylax bedriagae (Camerano, 1882)
- Pelophylax bergeri (Günther, 1986)
- Pelophylax caralitanus (Arikan, 1988)
- Pelophylax cerigensis (Beerli, Hotz, Tunner, Heppich & Uzzell, 1994)
- Pelophylax chosenicus (Okada, 1931)
- Pelophylax cretensis (Beerli, Hotz, Tunner, Heppich & Uzzell, 1994)
- Pelophylax cypriensis Plötner, Baier, Akin, Mazepa, Schreiber, Beerli, Litvinchuk, Bilgin, Borkin & Uzzell, 2012
- Pelophylax demarchii (Scortecci, 1929)
- Pelophylax epeiroticus (Schneider, Sofianidou & Kyriakopoulou-Sklavounou, 1984)
- Pelophylax fukienensis (Pope, 1929)
- Pelophylax hubeiensis (Fei & Ye, 1982)
- Pelophylax kurtmuelleri (Gayda, 1940)
- Kis tavibéka (Pelophylax lessonae) (Camerano, 1882)
- Pelophylax nigromaculatus (Hallowell, 1861)
- Pelophylax perezi (López-Seoane, 1885)
- Pelophylax plancyi (Lataste, 1880)
- Pelophylax porosus (Cope, 1868)
- Tavi béka (Pelophylax ridibundus) (Pallas, 1771)
- Pelophylax saharicus (Boulenger, 1913)
- Pelophylax shqipericus (Hotz, Uzzell, Günther, Tunner & Heppich, 1987)
- Pelophylax tenggerensis (Zhao, Macey & Papenfuss, 1988)
- Pelophylax terentievi (Mezhzherin, 1992)

Megnevezett hibridek (kleptonok, kl.):
- Kecskebéka Pelophylax kl. esculentus – (P. lessonae × P. ridibundus)
- Pelophylax kl. grafi – (P. perezi × P. ridibundus)
- Pelophylax kl. hispanicus – (P. bergeri × P. ridibundus / P. kl. esculentus)